# Jonas Smulders
Pour les articles homonymes, voir Mulder.
Jonas Smulders, né en 1994, est un acteur néerlandais, surtout connu pour son drame romantique Een goed leven (2015).

## Filmographie

### Acteur

#### Au cinéma
- 2013 : Het Diner (nl) de Menno Meyjes : Michel
- 2015 : Ventoux de Nicole van Kilsdonk : André (jeune)
- 2016 : Brasserie Valentijn (nl) de Sanne Vogel : Kevin
- 2017 : Broers (nl) de  Bram Schouw : Lukas
- 2018 : Niemand in de stad
- 2021 : Murina : David
- 2021 : Forever Rich (en) de Shady El-Hamus : Richie

#### Courts-métrages
- 2013 : Ballen
- 2013 : Cowboys janken ook
- 2014 : Saved by the Bell
- 2014 : Vier Meter
- 2017 : Bestaan is gaan

#### À la télévision

##### Séries télévisées
- 2011 : Hoe overleef ik ? : Thomas
- 2013 : Penoza : Hendrik
- 2013 : Spangas : Rick
- 2014 : Flikken Maastricht : Huub Verbeek
- 2015 : 4Jim : Stijn
- 2015 : Noord Zuid : Splinter
- 2015-2016 : Familie Kruys : Arnoud Smit
- 2017 : Hollands Hoop : Kenneth
- 2017 : Zenith : Benjamin

##### Téléfilms
- 2014 : Boys (Jongens) : Eddy
- 2014 : Ketamine : Vincent
- 2015 : Een goed leven : Joeri
- 2015 : We will never be royals (nl) (Geen Koningen in ons Bloed) : Tomas
- 2017 : Silk Road (nl) : Sem

### Réalisateur
- 2017 : Tex (court-métrage, également producteur)

### Scénariste
- 2017 : Bestaan is gaan (court-métrage)
- 2017 : Tex (court-métrage)

## Récompenses et distinctions
- 2018 : Berlinale : Shooting Star
- (en) Jonas Smulders: Awards, sur l'Internet Movie Database